# مرکز حمایت از پناهجویان
مرکز حمایت از پناهجویان (انگلیسی: Asylum Seeker Resource Centre) یک سازمان حمایت از پناهجویان در منطقه فوتسکری شهر ملبورن استرالیا است.

## شرح
این سازمان تاکنون کمک رسانی به بیش از ۱۰۰۰ پناهجو را که متقاضی پناهندگی هستند به لحاظ کمکهای انسانی، احقاق حقوق و برنامه‌های توانمند سازی تأمین کرده‌است. این سازمان توسط داوطلبان و کارکنان حقوق بگیر اداره می‌شود. مرکز منابع در سال ۲۰۰۱ تأسیس شد. بلافاصله در اوت همان سال به حمایت از پناهجویان واقعه تامپا برخاست؛ و آن زمانی بود که جان هوارد نخست‌وزیر استرالیا به کشتی باری نروژی حامل ۴۳۸ پناهنده افغانی اجازه ورود به آبهای استرالیا را نداد. سرنشینان پناهجوی افغان توسط این کشتی نجات داده شده بودند. این امر باعث جذب بیش از پیش داوطلبان به این سازمان و ثبت نام کردن آنان شد.

## مأموریت
مأموریت مرکز حمایت از پناهجویان اطمینان حاصل کردن از رعایت حقوق انسانی پناهندگانی است که در جامعه استرالیا به‌دنبال کسب پناهندگی هستند و حمایت از ایشان و اینکه فرصت زندگی مستقل را در جامعه پیدا کنند. ارزش اصلی حاکم بر این سازمان کمک به همه پناهجویان بدون در نظر گرفتن نژاد، مذهب، جنس، سلامت یا جنسیت آنان است. این سازمان دسترسی به خدمات آن را مشروط به هیچ چیز از جمله برگزاری آزمون یا گذراندن تست نمی‌داند. آنها بدون هیچ واهمه ای به حمایت از پناهجویان چه به صورت انفرادی و چه از موضع قانونگذار می‌پردازند. آنها روی دو زمینه متمرکز هستند یکی اطمینان از اتکا به نفس پناهجویان یعنی این که روی پای خود بایستند و دیگری آگاه کردن جامعه استرالیا نسبت به پناهجویان.

## تاریخچه
بنیانگذار و مدیر عامل فعلی این سازمان «کن کاراپاناگیوتیدیس» یک وکیل استرالیایی می‌باشد؛ که مرکز منابع پناهجویان را در سال ۲۰۰۱ تأسیس کرد. وی موضوع پناهجویان را که به نحو تحریک آمیزی در جامعه استرالیا مطرح کرد شهرت یافت. او در فستیوال بین‌المللی کمدی ملبورن در ۲۰۱۱ و همچنین در جاهای دیگر موضوع پناهجویان را مطرح ساخت که از آن به عنوان بیزاری بشردوستانه نام می‌برند.
وی در ۲۰۰۱ استاد مطالعات رفاهی در دانشگاه تکنولوژی ویکتوریا بود. در آنزمان بسیاری از پناهجویان با ویزای مهاجرتی E در استرالیا حضور داشتند که این ویزا به‌طور کلی به کسانی که به‌طور غیرقانونی طی مدت مشخصی در استرالیا اجازه اقامت داشتند داده شده بود و قبل از سررسید تاریخ باید کشور را ترک می‌گفتند. اما بسیاری از آنها همچنان پرونده پناهندگی خود را به چالش کشیده و خواستار تجدید نظر می‌شدند. پناهجویان با این ویزا از هیچ‌گونه تسهیلات شهروندی برخوردار نبودند و هر پناهجو باید ۵۱۰ ساعت کلاس آموزش زبان انگلیسی خاص مهاجران بزرگسال را می‌گذراند. تا این که بعد از واقعه تامپا یعنی برگرداندن کشتی باری نروژی حامل پناهجویان افغان. کاراپاناگیوتیدیس با کمک گرفتن از داوطلبان جدید که شامل وکلا، پزشکان، معلمان و کارگران اجتماعی و هنرجویان خودش بودند به خدمات دهی ازجمله حقوقی و پزشکی به پناهجویان در استان ویکتوریا پرداخت. در سالهای ۲۰۰۷ اقدام به ساختن زمین بازی برای کودکان پناهجویان نمود و همچنین برنامه کمک به پناهندگانی که در بازداشتگاه‌ها به سر می‌برند برای آزادی آنها اقدام کرد.

## ساختار سازمانی
مرکز حمایت از پناهجویان ۵ هدف اصلی دارد شامل کمک، عدالت، توانمند سازی، جامعه و پایداری و با اهداف فرعی اش مجموعاً ۲۰ موضوع را دنبال می‌کند.
برنامه‌های کمک رسانی به پناهجویان عبارتند از: کمکهای مادی، بانک غذا و غذاهای عمومی، برنامه توانمند سازی اجتماعی که شامل توسعه اجتماعی و اشتغال است، گذراندن زبان انگلیسی ELS و همچنین برنامه‌های حقوقی شامل حقوق بشر یا پرونده‌های کیفری، بهداشت، مشاوره، کمپین‌ها، حمایت از پناهجویان در مراحل دادرسی. برنامه‌هایی که درون جامعه عرضه می‌شود عبارتند از: بازاریابی، مشارکت دوستانه، مشارکت‌های سازمانی، حمایت داوطلبانه، مشارکت جوانان و دانشجویان و سخنرانان محلی؛ و برنامه‌های پایدار سازمانی که عبارتند از: امور مالی، اداری و عملیات.